# Remember Monday
A Remember Monday egy brit lányegyüttes, amely 2018-ban alakult. Ők képviselték az Egyesült Királyságot a 2025-ös Eurovíziós Dalfesztiválon, Bázelben a What the Hell Just Happened? című dallal.

## A név eredete
A country pop trió tagjai még iskolás korukban ismerkedtek meg egymással, és minden hétfőn együtt zenéltek.

## Történet
A zenekar tagjai 17 évesen, a főiskolán ismerkedtek meg egymással. 2019-ben részt vettek a The Voice brit kiadásának nyolcadik évadában, ahol Jennifer Hudson volt a coach-uk. A vakmeghallgatás során mind a négy coach – JHud, will.i.am, Tom Jones és Olly Murs – megfordult a székével, ami azt jelentette, hogy továbbjutottak a következő fordulóba.
A Covid19-pandémia ideje alatt a capella feldolgozásokat adtak elő parkolókban, amelyek gyorsan virálissá váltak a TikTokon. Az egyik legnagyobb sikerük a Fat Bottomed Girls feldolgozása volt, amely világszerte elterjedt, így a zenekar hivatalosan is rögzítette és videóklipet is készített hozzá.
A Remember Monday első EP-je, a Hysterical Women 2023. február 3-án jelent meg, melyet 2024. október 25-én a Crazy Anyway követett. Két önálló koncertjük is telt házas volt az Omearában és a Lafayette-ben, valamint olyan előadók előtt léphettek fel, mint Billy Joel, Natasha Bedingfield és Eric Paisley. A 2024-es évet Laugh About It című kislemez kiadásával kezdték, amely minden korábbi megjelenésüket túlszárnyalta a streamelések számát tekintve, és rekordmértékben növelte havi hallgatóik számát a Spotify-on. Márciusban felléptek a BBC Radio 2 színpadán a C2C Festivalon az O2 Arénában, ahol ők voltak a nagyszínpad fő fellépői, és egy élő backstage sessiont is előadtak Bob Harris társaságában. Ezt követően a legendás nashville-i CMA Festen léptek fel.
2025. február 4-én a The Sun közölte, hogy az együttes képviseli az Egyesült Királyságot a 2025-ös Eurovíziós Dalfesztiválon Bázelben. Február 7-én a BBC Radio 1 műsorvezetői is elmondták, hogy a lányegyüttest választotta a szakmai zsűri a dalfesztiválon való szereplésre. A What the Hell Just Happened? című versenydalukat március 7-én mutatták be. A verseny május 17-én rendezett döntőjében a tizenkilencedik helyen végeztek.

## Tagok
- Lauren Byrne
- Holly-Anne Hull
- Charlotte Steele

## Diszkográfia

### EP-k
- Hysterical Women (2023)
- Crazy Anyway (2024)

### Kislemezek
- Find My Way (2019)
- Version of You (2020)
- Fat Bottomed Girls (2021)
- What I Know Now (2021)
- Nothing Nice to Say (2022)
- Let Down (2023)
- Laugh About It (2024)
- Hand in My Pocket (2024)
- Show Face (2024)
- Brown Eyed Girl (2024)
- What the Girls Bathroom Is For (2024)
- Famous (2024)
- What the Hell Just Happened? (2025)
- Happier (2025)